# AIDS-Phobie
Die AIDS-Phobie ist eine spezifische Angststörung, bei der die Betroffenen – auch nach wiederholt negativen Test-Ergebnissen – übermäßig starke Angst davor haben, mit HIV infiziert oder AIDS-krank zu sein. Darin inbegriffen sind Ängste vor Menschen, die diese Krankheit haben oder haben könnten. Dazu gehören beispielsweise Risikogruppen wie Homosexuelle, Prostituierte, Drogensüchtige oder einfach jeder, der aus Sicht des Erkrankten an HIV oder AIDS erkrankt sein könnte, aus welchem Grund auch immer.
Das Phänomen der AIDS-Phobie trat in größerem Umfang in den 80er Jahren in Mitteleuropa auf, nachdem HIV einer breiteren Öffentlichkeit bekannt wurde. Als einer der ersten untersuchte der Internist Hans Jäger aus München die Phobie in größerem Umfang in einer Studie des Städtischen Krankenhauses München-Schwabing. Dabei klassifizierte er, dass sich die um Rat suchenden Patienten meist völlig zu Unrecht Sorgen machten, da sie keiner Risikogruppe angehörten und auch bereits ein oder mehrere negative HIV-Tests durchgeführt hatten. Dies hätte ihre Angst jedoch nur vergrößert. Die große Angst bei geringem Risiko sei laut Jäger das „Kennzeichen der Aids Phobie“. Die Patienten zeigten laut Aussage von Jäger die üblichen, aber unspezifischen „Symptome“ bei Aids im frühen Stadium, wie etwa Nachtschweiß, Durchfall, Appetitlosigkeit, zum Teil auch Gewichtsverlust vor allem aber Abgeschlagenheit und Müdigkeit.
Laut den Psychologen Berhadette Collet und  Cindy Bönhardt würden die Ursachen der Phobie häufig ihren Ursprung nach Sexualkontakten mit Risikogruppen wie Prostituierten oder Homosexuellen nehmen. Laut Willi Butollo seien die Patienten häufig schon früher mit speziellen Angststörungen und Hypochondrie konfrontiert gewesen. Durch eine Psychotherapie könne die Krankheit aber gut behandelt werden, so Bönhardt.